# 1995 WP8
1995 WP8 är en asteroid i huvudbältet som upptäcktes den 18 november 1995 av de båda japanska astronomerna Seiji Ueda och Hiroshi Kaneda i Kushiro.
Asteroiden har en diameter på ungefär 4 kilometer.